# Crepidium mieczyslawii
Crepidium mieczyslawii är en orkidéart som beskrevs av Marg.. Crepidium mieczyslawii ingår i släktet Crepidium, och familjen orkidéer. Inga underarter finns listade i Catalogue of Life.